# Diplotaxis jardeli
Diplotaxis jardeli är en skalbaggsart som beskrevs av Juan A. Delgado och Luis Eugenio Rivera-Cervantes 1992. Diplotaxis jardeli ingår i släktet Diplotaxis och familjen Melolonthidae. Inga underarter finns listade i Catalogue of Life.